# Jean-Loup Felicioli
Jean-Loup Felicioli (Albertville, 18 juli 1960) is een Frans filmregisseur. In januari 2012 werd Une vie de chat welke animatiefilm hij mee regisseerde, genomineerd voor een Academy Award voor beste animatiefilm 2011 op de 84th Academy Awards. 
Felicioli studeerde aan Academies voor Schone Kunsten in Annecy, Straatsburg, Perpignan en Valence. Sinds 1987 is hij animator bij de studio Folimage in Bourg-lès-Valence.
Samen met Alain Gagnol regisseerde hij "L'égoïste", een meermaals bekroonde korte animatiefilm. In 1998 werd Les Tragédies minuscules uitgebracht, een reeks korte films die hij samen met Alain Gagnol regisseerde voor de Franse televisiezenders Arte en Canal+.
Jean-Loup Felicioli en zijn co-regisseur, Alain Gagnol, staan bekend om de energie en emotie die hun films uitstralen. De auteurs voegen een speciale noot toe aan hun films met het niet respecteren van verhoudingen en de wetten van het evenwicht. In hun teamwork is Alain Gagnol meer verantwoordelijk voor de scripts, Jean-Loup Felicioli voor het grafisch ontwerp, en ze regisseren samen. Hun films worden met de hand getekend, gescand en vervolgens ingekleurd op de computer. De auteurs zijn gehecht aan deze traditionele manier van tekenen met de hand. In Phantom Boy uit 2015 zijn de op New York geïnspireerde decors met krijt getekend op cansonpapier.

## Films

### Langspeelfilms
- 2003: La Prophetie des grenouilles
- 2010: Une vie de chat, met Alain Gagnol
- 2015: Phantom Boy, met Alain Gagnol
- 2023: Nina et le Secret du hérisson, met Alain Gagnol